# دبی اشبی
دبی اشبی (انگلیسی: Debee Ashby؛ زاده ۲ ژوئیهٔ ۱۹۶۷) یک مانکن اهل انگلستان است.